# 球面鏡
球面鏡（きゅうめんきょう、英: spherical mirror）とは、球面の一部を切り取った面を反射面とする鏡。その内面を反射面とした凹面鏡と、外面を反射面とした凸面鏡とがある。

## 原理
球の中心を球心、鏡の中心と球心を結ぶ軸を光軸という。球面鏡の焦点距離は光軸上の極と球心との距離の半分である。
凹面鏡には光を集める性質（懐中電灯の集光鏡など）や物を大きく見せる性質（拡大鏡など）がある。凸面鏡は平面鏡に比べて広い範囲を映す性質（自動車のバックミラーなど）がある。
なお、球面収差を除去したい場合などに用いる完全な球面でない鏡が非球面鏡であり、反射望遠鏡に用いる放物面鏡などがある。